# مارينا ستيتس
مارينا ستيتس مواليد 21 فبراير 1973 في مينسك، الاتحاد السوفيتي، هي لاعبة كرة مضرب بيلاروسية. أعلى تصنيف لها في الفردي كان 403. أعلى تصنيف لها في الزوجي كان 220.

## النهائيات

### الفردي (1–2)
| الحصيلة | الرقم | التاريخ        | الدورة             | الأرضية | المنافس            | النتيجة                 |
| ------- | ----- | -------------- | ------------------ | ------- | ------------------ | ----------------------- |
| الوصافة | 1.    | 5 سبتمبر 1994  | فارنا، بلغاريا     | ترابية  | آن كريمر           | 7–6(7–5), 6–7(4–7), 1–6 |
| الفوز   | 1.    | 13 أكتوبر 1997 | شياولياي، ليتوانيا | سجاد    | ناديدا أوستروفسكيا | 6–3, 4–6, 6–1           |
| الوصافة | 2.    | 26 أكتوبر 1998 | مينسك، بيلاروسيا   | سجاد    | ناديدا أوستروفسكيا | 1–6, 1–6                |

## روابط خارجية
- مارينا ستيتس على موقع رابطة محترفات التنس (الإنجليزية)
- مارينا ستيتس على موقع الاتحاد الدولي لكرة المضرب (الإنجليزية)
- مارينا ستيتس على موقع كأس بيلي جين كينغ (الإنجليزية)
- مارينا ستيتس على موقع خلاصة التنس.كوم (الإنجليزية)